# 미와촌 (기후현 가모군)
미와촌(일본어: 三和村)은 일본 기후현 가모군에 설치되었던 촌이다. 현재의 미노카모시 북동부, 가모군 가와베정 서부에 해당한다.

## 참고 문헌
- 角川日本地名大辞典編纂委員会,『角川日本地名大辞典 21 岐阜県』1980, 角川書店